# 호텔 델루나
《호텔 델루나》는 2019년 7월 13일부터 2019년 9월 1일까지 방송된 tvN 토일 드라마이다.

## 줄거리
엘리트 호텔리어가 운명적인 사건으로 호텔 델루나의 지배인을 맡게 되면서 달처럼 고고하고 아름답지만 괴팍한 사장과 함께 델루나를 운영하며 생기는 특별한 이야기.

## 등장 인물

### 주요 인물
- 이지은 : 장만월(1300살 이상) 역 (아역 김규리)

델루나 호텔 사장. 껍데기는 달처럼 고고하고 아름답지만, 천년도 넘게 묵은 노파가 속에 들어앉은 듯 쭈글쭈글하게 못난 성격. 괴팍하고, 심술 맞고, 변덕이 심하고, 의심과 욕심도 많으며, 심지어 사치스럽기까지 하다.
- 여진구 : 구찬성(20대 후반) 역 (아역 김강훈)

초엘리트 호텔리어. 호텔 델루나의 인간 지배인. 강박, 결벽, 집착 등을 모두 갖춘 자기관리가 철저한 완벽주의자로, 누가 봐도 매우 잘났고 내가 봐도 정말 잘난, 스스로에 대한 자랑스런 마음을 숨기지 못한다. 한마디로 재수 없을 만큼 잘난 척을 하는 타입이지만 꽤나 예의바른 청년이자 사실은 마음이 연약한 쉬운 남자이다. 귀신을 무서워하나, 귀신전용 호텔 델루나의 지배인으로 일하게 된다.

### 호텔 델루나
- 신정근 : 김선비(김시익, 30대 후반) 역

스카이바 바텐더. 500년 근무경력의 호텔 델루나 스카이바의 바텐더이며 최장기 근무자로, 과거 장원급제까지 한 선비였다는 자긍심이 강하다.
- 배해선 : 최서희(40대) 역

객실장. 200년 근무경력의 호텔 델루나의 객실장이며 딱 부러진 성격과 똑 떨어지는 외향을 갖춘 여사님이다. 뼈대 있는 조선 명문가의 종손 맏며느리였다.
- 표지훈 : 지현중(19세) 역

프론트맨. 한국 전쟁통에 사망하여 70여 년째 근무 중이다. 예의 바르고 착하지만 일하기 싫어하는 영락없는 십대 소년이다.
- 강미나 : 김유나(정수정 영혼, 18세) 역

인턴. 내면에 기구한 사연이 숨어있는 똑똑하고 당찬 고등학생이다. 구찬성의 지배인 자리를 호시탐탐 노리며 얼른 그만두기를 기다리고 있는 호텔 델루나의 인턴사원이다.
- 정동환 : 노준석(70대 후반) 역

총지배인. 1980년대부터 시작해 30년째 근무중이다. 모든 것을 잃고 인생을 포기하려던 사업가는 생을 마감하려 들린 호텔에서, 여사장인 만월을 만났다. 그 뒤로 쭉 만월의 호텔에서 일하고 있다. 죽음을 앞두고 마지막 업무를 수행한다.

### 신과 사신들
- 서이숙 : 마고신 역

이승과 저승을 오가며, 인간의 생사고락을 관장하는 신이다. 다양한 성격의 열두 자매이다(1인 12역)
- 강홍석 : 사신 역

델루나에 머물다 나가는 손님들을 택시에 태워 저승으로 인도하는 인솔자다. 본업은 저승으로 영혼을 데려가는 사신이며, 손님에 따라 저승버스, 저승청소차, 저승리무진 등을 운전하기도 한다.

### 무주국 사람들
- 이도현 : 고청명/반딧불이 역

영주성 호위 대장, 송화공주의 정혼자. 멸망한 고구려 귀족의 후손이지만 일찌감치 무주국에 투항한 아버지로 인해 현재는 무주국 변방 영주성의 무장으로, 맹수처럼 용맹하고 뼛속까지 무인인 사내이다. 자신이 호위하던 행렬을 습격한 도적단의 일원인 만월을 만나면서 오히려 그녀에게 매혹당한다.
- 이태선 : 연우/박영수 역

만월의 오른팔, 범천 중부 경찰서 강력계 형사. 만월과 함께 고구려 유민들이 모여 사는 가오리촌의 도적패 일당. 손재주가 좋아 무기도, 악기도 잘 다루며, 불처럼 욱했다가도 바로 식어서 하하 웃는 사람 좋은 성격을 가졌다. 만월과는 친구처럼, 남매처럼, 부하처럼 자라왔고, 그에게 이제 만월은 누나 같고 두목 같은 관계이다.

### 구찬성 친구들
- 조현철 : 산체스(20대 후반) 역

구찬성의 친구. 전 세계 체인을 거느린 어마어마한 규모의 피자왕국 프린스, 찬성의 룸메이트. 영적 능력이 전혀 없어서 델루나 호텔이나 장만월의 실체를 알아채지 못한다. 덕분에 유일하게 만월과 해맑게 말 놓고 지내는 인물.
- 박유나 : 이미라(20대 후반)/송화공주 역 (아역 권예은)

종합병원 소아과 의사. 부잣집에 똑똑하고 예쁜 전형적인 엄친딸로, 찬성이 미국에 있던 시절 대학교 친구다. 전생 청명의 혼인 상대이며 만월의 원수이기도 하다.

### 그 외 인물
- 차청화 : 타살 당한 경찰 역 (†)
- 이우진
- 신나라
- 김오복
- 김강훈 : 구찬성 아역
- 신현아
- 이승준
- 조판수
- 천황성
- 김상욱
- 승보윤
- 김원해 : 범천시장 역
- 김시헌
- 이채경 : 유명 호텔 사장 역
- 한재이 : 서주희 역
- 박윤식
- 이병철
- 고승보
- 노동규
- 오현석
- 김상수
- 최길
- 김현진
- 엄보영
- 심고은
- 이윤서
- 한다은
- 김영재
- 이은주
- 엄혜수
- 김소연
- 정주희
- 이승훈
- 천예원
- 남경읍 : 왕 회장 역
- 김남진
- 김미혜
- 허수빈
- 정다운
- 김승일
- 이규혁
- 이승연
- 조성환
- 김경원
- 서은주
- 박숙명
- 박시환
- 홍대의
- 한호선
- 이경오
- 박소영
- 김동규
- 김권
- 김학규
- 김상미
- 박가람 : 정수정 역 (†) - 김유나에 의해 죽은 학생
- 조부현
- 홍서준 : 김유나의 아버지 역
- 김영선 : 김유나의 어머니 역
- 박보은
- 구다송
- 이지완 : 김유나 반 학생 역
- 정예빈
- 김에스더
- 이민령 : 13호실 귀신 윤가영 역 (†)
- 김형명 : 동영상 귀신 두 번째 피해자 역 (†)
- 김미은 : 사혼식 신부 역 (†)
- 양희원 : 트럭 사고 아들 귀신 역 (†)
- 여가훤 : 엘리베이터 귀신 역 (†)
- 이수아 : 캣맘 아이 역
- 김지성
- 이성규
- 이남규
- 이동현
- 정수범
- 장태민 : 방태우 역 - '중전이 된 여자'의 임금 이현 역 배우
- 장예림 : 편의점 직원 역
- 김지훈 : 맞선 남 역
- 이세아 : 해골 귀신 역 (†)
- 김중돈 : 형사 장운명 역
- 장남열 : 중년 부부 귀신 남편 역 (†)
- 최유송
- 한우열
- 최문수
- 한사명
- 안수호
- 이원진
- 윤종원
- 이선영
- 이하영
- 김영호 : 발렛 요원 역
- 오세은 : 팬 여고생 역
- 서이수 : 지현미 역
- 이앨리 : 미라의 동생 역
- 한예하
- 김서아
- 김승한 : 한의원 아들 강현진 역
- 김이산 : 버스 기사 역
- 서희
- 성민준 : 형민 역
- 이재연
- 서정후
- 서현규
- 임시후
- 최성희

### 특별출연
- 오지호 : 찬성의 아버지 역 - 구찬성이 어릴 때 찬성을 만월에게 팔았다.
- 이준기 : 구마 신부 역 - 제1순위 지배인 후보
- 이시언 : 우주 비행사 역 - 제 2순위 지배인 후보
- 이다윗 : 설지원 역 - 과거 유학 시절 산체스를 자살 직전까지 몰고 간 장본인. 연쇄살인마.
- 조현식 : 404호 인간 고객 역
- 민경진 : 강아지 할아버지 역
- 홍경 : 빵집 남자 역 - 뺑소니 범
- 이이경 : 배우 유오 역 - 방태우의 후임 배우
- 김준현 : 본인 역
- 표예진 : 중전 역
- 은가은 : 피자집 알바생 역
- 오태경 : 정은석 역 - 월드 디스크의 대표. 몰카 유포자
- 설리 : 정지은 역 - 왕 회장의 손녀
- 남다름 : 대동정 신 역 - 마을의 큰 우물을 지키는 신령
- 황영희 : 황문숙 역 - 전 지배인
- 서은수 : 베로니카 역 - 산체스의 연인
- 박진주 : 경아 역 (†) - 인간의 상상으로 만들어진 상념귀신
- 이승준 : 강만영 역 - 한의사
- 소희정 : 이세영 역 - 강만영 부인
- 김수현 : 호텔 블루문 사장 역

## 촬영지
- 반포대교
- 목포근대역사관1관
- 파라다이스시티
- 망상해수욕장
- 서울대공원
- 한국보건대학교
- 커피인뜨락
- 버틀러스테이블
- 롯데월드타워
- 이음 더 플레이스
- 혜민당
- 서울책보고
- 창화당 대학로점
- 서강대교
- 보타보타 마리나베이스타점
- 어기어차
- 한양대학교 에리카캠퍼스
- 성흥산성 사랑나무
- 하남종합운동장앞 보도육교
- 마포대교
- 어 로프 슬라이스 피스
- 뺑오르방 광교점
- 피자알블로 문래직영점
- 일산호수공원
- 아시아드웨딩컨벤션
- 서울 약령시장
- 문경새재 오픈세트장
- 전곡항
- 망상해변
- 파라다이스시티 원더박스
- 우리꽃식물원
- 호텔 세트장
- 샛강 문화다리
- 에이치에비뉴 건대점
- 국립백두대간수목원
- 합천영상테마파크
- 성흥산성

## 시청률
최저 시청률과 최고 시청률은 시청률 조사회사와 지역별로 시청률에 차이가 있을 수 있습니다.
| 2019년 | 2019년   | 2019년         | 2019년       | 2019년         | 2019년 |
| 회차   | 방송일   | AGB 시청률     | AGB 시청률   | TNmS 시청률    |        |
| 회차   | 방송일   | 대한민국(전국) | 수도권(서울) | 대한민국(전국) |        |
| ------ | -------- | -------------- | ------------ | -------------- | ------ |
| 제1화  | 7월 13일 | 7.327%         | 7.749%       | 7.0%           |        |
| 제2화  | 7월 14일 | 7.633%         | 8.857%       | 8.1%           |        |
| 제3화  | 7월 20일 | 8.281%         | 9.478%       | %              |        |
| 제4화  | 7월 21일 | 7.736%         | 9.024%       | 9.6%           |        |
| 제5화  | 7월 27일 | 7.023%         | 7.883%       | 8.3%           |        |
| 제6화  | 7월 28일 | 8.701%         | 9.949%       | 9.6%           |        |
| 제7화  | 8월 3일  | 8.052%         | 8.772%       | %              |        |
| 제8화  | 8월 4일  | 9.131%         | 10.469%      | 10.0%          |        |
| 제9화  | 8월 10일 | 8.349%         | 10.266%      | 10.0%          |        |
| 제10화 | 8월 11일 | 10.009%        | 11.779%      | 10.1%          |        |
| 제11화 | 8월 17일 | 8.590%         | 9.746%       | %              |        |
| 제12화 | 8월 18일 | 10.407%        | 12.178%      | 11.2%          |        |
| 제13화 | 8월 24일 | 8.750%         | 9.892%       | 10.0%          |        |
| 제14화 | 8월 25일 | 9.995%         | 11.986%      | %              |        |
| 제15화 | 8월 31일 | 9.892%         | 11.255%      | %              |        |
| 제16화 | 9월 1일  | 12.001%        | 13.875%      | %              |        |

## OST
아래는 싱글앨범에 포함된 곡들이며, 정렬기준은 출시 순이다.

### Part.1
| #            | 제목                               | 작사         | 작곡           | 재생 시간 |
| ------------ | ---------------------------------- | ------------ | -------------- | --------- |
| 1.           | 〈Another Day〉 (먼데이키즈, 펀치) | 지훈, 박세준 | 노을, 에이텐션 | 3:38      |
| 2.           | 〈Another Day (Inst.)〉            |              | 노을, 에이텐션 | 3:38      |
| 총 재생 시간 | 총 재생 시간                       | 총 재생 시간 | 총 재생 시간   | 7:16      |

### Part.2
| #            | 제목                             | 작사         | 작곡           | 재생 시간 |
| ------------ | -------------------------------- | ------------ | -------------- | --------- |
| 1.           | 〈나의 어깨에 기대어요〉 (10cm)  | 지훈, 박세준 | 이승주, 최인환 | 3:30      |
| 2.           | 〈나의 어깨에 기대어요 (Inst.)〉 |              | 이승주, 최인환 | 3:30      |
| 총 재생 시간 | 총 재생 시간                     | 총 재생 시간 | 총 재생 시간   | 7:00      |

### Part.3
| #            | 제목                    | 작사         | 작곡         | 재생 시간 |
| ------------ | ----------------------- | ------------ | ------------ | --------- |
| 1.           | 〈그대라는 시〉 (태연)  | 지훈, 박세준 | 밍지션       | 3:29      |
| 2.           | 〈그대라는 시 (Inst.)〉 |              | 밍지션       | 3:29      |
| 총 재생 시간 | 총 재생 시간            | 총 재생 시간 | 총 재생 시간 | 6:58      |

### Part.4
| #            | 제목                        | 작사               | 작곡         | 재생 시간 |
| ------------ | --------------------------- | ------------------ | ------------ | --------- |
| 1.           | 〈너만 너만 너만〉 (양다일) | 지훈, 박세준, Yoda | 김세진, 한밤 | 4:14      |
| 2.           | 〈너만 너만 너만 (Inst.)〉  |                    | 김세진, 한밤 | 4:14      |
| 총 재생 시간 | 총 재생 시간                | 총 재생 시간       | 총 재생 시간 | 8:28      |

### Part.5
| #            | 제목                                | 작사         | 작곡           | 재생 시간 |
| ------------ | ----------------------------------- | ------------ | -------------- | --------- |
| 1.           | 〈내 마음을 볼 수 있나요〉 (헤이즈) | 지훈, 박세준 | 최인환, 이승주 | 3:45      |
| 2.           | 〈내 마음을 볼 수 있나요 (Inst.)〉  |              | 최인환, 이승주 | 3:45      |
| 총 재생 시간 | 총 재생 시간                        | 총 재생 시간 | 총 재생 시간   | 7:30      |

### Part.6
| #            | 제목                     | 작사         | 작곡           | 재생 시간 |
| ------------ | ------------------------ | ------------ | -------------- | --------- |
| 1.           | 〈그 끝에 그대〉 (청하)  | 지훈, 박세준 | 노을, 에이텐션 | 3:44      |
| 2.           | 〈그 끝에 그대 (Inst.)〉 |              | 노을, 에이텐션 | 3:44      |
| 총 재생 시간 | 총 재생 시간             | 총 재생 시간 | 총 재생 시간   | 7:28      |

### Part.7
| #            | 제목                                       | 작사         | 작곡             | 재생 시간 |
| ------------ | ------------------------------------------ | ------------ | ---------------- | --------- |
| 1.           | 〈기억해줘요 내 모든 날과 그때를〉 (거미)  | 지훈, 박세준 | 캥거루, 로코베리 | 3:48      |
| 2.           | 〈기억해줘요 내 모든 날과 그때를 (Inst.)〉 |              | 캥거루, 로코베리 | 3:48      |
| 총 재생 시간 | 총 재생 시간                               | 총 재생 시간 | 총 재생 시간     | 7:36      |

### Part.8
| #            | 제목                       | 작사         | 작곡            | 재생 시간 |
| ------------ | -------------------------- | ------------ | --------------- | --------- |
| 1.           | 〈어떤 별보다〉 (레드벨벳) | 지훈, 박세준 | 유송연, Jay Lee | 3:42      |
| 2.           | 〈어떤 별보다 (Inst.)〉    |              | 유송연, Jay Lee | 3:42      |
| 총 재생 시간 | 총 재생 시간               | 총 재생 시간 | 총 재생 시간    | 7:24      |

### Part.9
| #            | 제목                         | 작사         | 작곡         | 재생 시간 |
| ------------ | ---------------------------- | ------------ | ------------ | --------- |
| 1.           | 〈내 목소리 들리니〉 (벤)    | 지훈, 박세준 | 로코베리     | 4:31      |
| 2.           | 〈내 목소리 들리니 (Inst.)〉 |              | 로코베리     | 4:31      |
| 총 재생 시간 | 총 재생 시간                 | 총 재생 시간 | 총 재생 시간 | 9:02      |

### Part.10
| #            | 제목             | 작사               | 작곡           | 재생 시간 |
| ------------ | ---------------- | ------------------ | -------------- | --------- |
| 1.           | 〈안녕〉 (폴킴)  | 폴킴, 지훈, 박세준 | 로코베리, 폴킴 | 3:45      |
| 2.           | 〈안녕 (Inst.)〉 |                    | 로코베리, 폴킴 | 3:45      |
| 총 재생 시간 | 총 재생 시간     | 총 재생 시간       | 총 재생 시간   | 7:30      |

### Part.11
| #            | 제목                     | 작사         | 작곡           | 재생 시간 |
| ------------ | ------------------------ | ------------ | -------------- | --------- |
| 1.           | 〈Say Goodbye〉 (송하예) | 지훈, 박세준 | 안영민, 이승주 | 3:06      |
| 2.           | 〈Say Goodbye (Inst.)〉  |              | 안영민, 이승주 | 3:06      |
| 총 재생 시간 | 총 재생 시간             | 총 재생 시간 | 총 재생 시간   | 6:12      |

### Part.12
| #            | 제목                    | 작사         | 작곡         | 재생 시간 |
| ------------ | ----------------------- | ------------ | ------------ | --------- |
| 1.           | 〈Done For Me〉 (펀치)  | 지훈         | 이승주       | 3:52      |
| 2.           | 〈Done For Me (Inst.)〉 |              | 이승주       | 3:52      |
| 총 재생 시간 | 총 재생 시간            | 총 재생 시간 | 총 재생 시간 | 7:44      |

### Part.13
| #            | 제목                         | 작사                 | 작곡         | 재생 시간 |
| ------------ | ---------------------------- | -------------------- | ------------ | --------- |
| 1.           | 〈러브 델루나〉 (태용, 펀치) | 지훈, 박세준, 피터팬 | A10TION      | 4:27      |
| 2.           | 〈러브 델루나 (Inst.)〉      |                      | A10TION      | 4:27      |
| 총 재생 시간 | 총 재생 시간                 | 총 재생 시간         | 총 재생 시간 | 8:54      |

## 참고 사항
- 이 화면은 레터박스로 구성되었다.
- 호텔 현장직 학력 조건 : 2년제 초대졸

## 같이 보기
- 대한민국의 텔레비전 드라마 목록
- 2019년 대한민국의 텔레비전 드라마 목록